# Olympische Jugend-Winterspiele 2016/Rennrodeln
Bei den Olympischen Jugend-Winterspielen 2016 in Lillehammer fanden vom 14. bis 16. Februar 2016 insgesamt vier Wettbewerbe im Rennrodeln statt.

## Bilanz

### Medaillenspiegel
| Platz  | Land        | Gold | Silber | Bronze | Gesamt |
| ------ | ----------- | ---- | ------ | ------ | ------ |
| 1      | Deutschland | 1    | 3      | –      | 4      |
| 2      | Italien     | 1    | –      | 1      | 2      |
| 2      | Kanada      | 1    | –      | 1      | 2      |
| 4      | Lettland    | 1    | –      | –      | 1      |
| 5      | Russland    | –    | 1      | 1      | 2      |
| 6      | Österreich  | –    | –      | 1      | 1      |
| Gesamt | Gesamt      | 4    | 4      | 4      | 12     |

### Medaillengewinner
| Disziplin     | Gold                                                                      | Silber                                                                             | Bronze                                                             |
| ------------- | ------------------------------------------------------------------------- | ---------------------------------------------------------------------------------- | ------------------------------------------------------------------ |
| Männer        |                                                                           |                                                                                    |                                                                    |
| Einsitzer     | Kristers Aparjods                                                         | Paul-Lukas Heider                                                                  | Reid Watts                                                         |
| Doppelsitzer  | ItalienFelix Schwarz Lukas Gufler                                         | DeutschlandHannes Orlamünder Paul Gubitz                                           | RusslandWsewolod Kaschkin Konstantin Korschunow                    |
| Frauen        |                                                                           |                                                                                    |                                                                    |
| Einsitzer     | Brooke Apshkrum                                                           | Jessica Tiebel                                                                     | Madeleine Egle                                                     |
| Mixed         |                                                                           |                                                                                    |                                                                    |
| Mixed-Staffel | DeutschlandJessica Tiebel Paul-Lukas Heider Hannes Orlamünder/Paul Gubitz | RusslandOlessja Michailenko Jewgeni Petrow Wsewolod Kaschkin/Konstantin Korschunow | ItalienMarion Oberhofer Fabian Malleier Felix Schwarz/Lukas Gufler |

## Männer

### Einsitzer
| Platz | Land | Sportler          | Zeit         |
| ----- | ---- | ----------------- | ------------ |
| 1     | LAT  | Kristers Aparjods | 1:35,309 min |
| 2     | DEU  | Paul-Lukas Heider | 1:35,955 min |
| 3     | CAN  | Reid Watts        | 1:35,994 min |
| 4     | AUT  | Bastian Schulte   | 1:36,049 min |
| 5     | ITA  | Fabian Malleier   | 1:36,119 min |
| 6     | RUS  | Jewgeni Petrow    | 1:36,156 min |
| 12    | SWE  | Svante Kohala     | 1:37,676 min |
| 15    | USA  | Justine Taylor    | 1:38,156 min |

Datum: 14. Februar

### Doppelsitzer
| Platz | Land | Sportler                                | Zeit         |
| ----- | ---- | --------------------------------------- | ------------ |
| 1     | ITA  | Felix Schwarz Lukas Gufler              | 1:44,260 min |
| 2     | GER  | Hannes Orlamünder Paul Gubitz           | 1:45,114 min |
| 3     | RUS  | Wsewolod Kaschkin Konstantin Korschunow | 1:45,272 min |
| 4     | ROU  | Marian Gîtlan Flavius Crăciun           | 1:45,479 min |
| 5     | CAN  | Matt Riddle Adam Shippit                | 1:45,955 min |
| 6     | SVK  | Tomáš Vaverčák Matej Zmij               | 1:47,068 min |
| 7     | AUT  | Jakob Schmid Juri Gatt                  | 1:47,582 min |
| 8     | USA  | Duncan Biles Alanson Owen               | 1:48,124 min |

Datum: 15. Februar

## Frauen

### Einsitzer
| Platz | Land | Sportler                 | Zeit         |
| ----- | ---- | ------------------------ | ------------ |
| 1     | CAN  | Brooke Apshkrum          | 1:46,026 min |
| 2     | GER  | Jessica Tiebel           | 1:46,097 min |
| 3     | AUT  | Madeleine Egle           | 1:46,267 min |
| 4     | RUS  | Tatjana Zwetowa          | 1:46,606 min |
| 5     | RUS  | Olessja Michailenko      | 1:46,614 min |
| 6     | NOR  | Vilde Tangnes            | 1:46,884 min |
| 7     | ARG  | Verónica María Ravenna   | 1:46,916 min |
| 8     | DEU  | Tina Müller              | 1:46,942 min |
| 9     | LVA  | Anda Upīte               | 1:47,422 min |
| 10    | UKR  | Olena Smaha              | 1:47,492 min |
| 11    | ITA  | Marion Oberhofer         | 1:47,554 min |
| 12    | ROU  | Mihaela-Carmen Manolescu | 1:47,727 min |
| 13    | CZE  | Michaela Maršíková       | 1:47,793 min |
| 14    | SVK  | Katarína Šimoňáková      | 1:48,199 min |
| 15    | POL  | Nadia Chodorek           | 1:48,667 min |
| 16    | BGR  | Emili Jordanowa          | 1:50,390 min |
| 17    | FRA  | Margot Boch              | 1:51,587 min |
| 18    | KAZ  | Anastassija Bogatschowa  | 1:51,638 min |
| 19    | SWE  | Tove Kohala              | 1:52,271 min |
| 20    | AUS  | Beth Slade               | 1:53,496 min |
| 21    | TUR  | Göksu Özkaya             | 1:56,165 min |
| DNF   | USA  | Ashley Farquharson       | DNF          |

Datum: 15. Februar
Am Start waren 22 Athletinnen.

## Mixed

### Teamstaffel
| Platz | Land | Sportler                                                                          | Zeit         |
| ----- | ---- | --------------------------------------------------------------------------------- | ------------ |
| 1     | GER  | Jessica Tiebel Paul-Lukas Heider Hannes Orlamünder/Paul Gubitz                    | 2:52,520 min |
| 2     | RUS  | Olessja Michailenko Jewgeni Petrow Wsewolod Kaschkin/Konstantin Korschunow        | 2:52,708 min |
| 3     | ITA  | Marion Oberhofer Fabian Malleier Felix Schwarz/Lukas Gufler                       | 2:53,040 min |
| 4     | CAN  | Brooke Apshkrum Reid Watts Matt Riddle/Adam Shippit                               | 2:53,549 min |
| 5     | LAT  | Anda Upīte Kristers Aparjods Aksels Tupe/Kaspars Šļahota                          | 2:54,687 min |
| 6     | ROU  | Mihaela-Carmen Manolescu Andrei Turea Marian Gîtlan/Flavius Crăciun               | 2:55,261 min |
| 7     | UKR  | Olena Smaha Ihor Stachiw Andrij Lyssezkyj/Myroslaw Lewkowytsch                    | 2:56,928 min |
| 8     | SVK  | Katarína Šimoňáková Richard Gavlas Tomáš Vaverčák/Matej Zmij                      | 2:57,153 min |
| 9     | AUT  | Madeleine Egle Bastian Schulte Jakob Schmid/Juri Gatt                             | 2:57,410 min |
| 10    | USA  | Ashley Farquharson Justine Taylor Duncan Biles/Alanson Owen                       | 2:57,860 min |
| 11    | POL  | Nadia Chodorek Kacper Tarnawski Artur Zubel/Daniel Rola                           | 2:58,758 min |
| 12    | MIX  | Anastassija Bogatschowa Lucas Gebauer-Barrett Roman Jefremow/Denis Tatjantschenko | 3:01,067 min |
| DNS   | CZE  | Michaela Maršíková Michael Lejsek Filip Vejdělek/Zdeněk Pěkný                     | –            |

Datum: 16. Februar
Am Start waren 12 der 13 gemeldeten Mannschaften, darunter eine gemischte Mannschaft.